# Serieåret 1976

## Händelser

### September
- September - Joe Kubert School of Cartoon and Graphic Art, bildad av Joe & Muriel Kubert, börjar undervisa sin första klass elever, vilken innehåller Stephen R. Bissette,[1] Thomas Yeates, och Rick Veitch.

### Okänt datum
- I Sverige startas serietidningarna Farbror Joakim och Western-Serier.[2]
- Serien Johan Vilde skapas av Janne Lundström och Jaime Vallvé.
- Bloodstar, baserad på en novell av Robert E. Howard och illustrerad av Richard Corben, publiceras av Morning Star Press. Den anses av många vara den första tryckta serieromanen att kalla sig själv "serieroman".[3]
- Den svenska serietidningen Illustrerade klassiker läggs ner efter 20 år.[4]

## Pristagare
- 91:an-stipendiet: Jan Lööf
- Adamsonstatyetten: Gösta Gummesson, Johnny Hart
- Reuben Award: Ernie Bushmiller

## Utgivning

### Album
- Kejsaren av Amerika - Lucky Luke [5]
- Obelix & Co - Asterix [6]
- Tintin hos gerillan - Hergé [7]

## Födda
- 11 november - Patrik Rochling, svensk serietecknare och manusförfattare.
- Tobias Sjölund, svensk serietecknare.
- Nicolas Ryser, fransk serietecknare.

## Avlidna
- 5 juli - Frank Bellamy, brittisk serietecknare.
- Emilio Freixas, spansk serietecknare.

### Fotnoter
1. ↑  Dahlen, Chris (July 23, 2009). "Interview: Steve Bissette". The A.V. Club. http://www.avclub.com/articles/steve-bissette,30751/. Läst 10 april 2010.
2. ↑  Swecomics
3. ↑  Bloodstar. (The Morning Star Press Ltd., 1976): "Bloodstar is a new, revolutionary concept — a graphic novel, which combines all the imagination and visual power of comic strip art with the richness of the traditional novel."
4. ↑  Swecomics
5. ↑  ”Lucky Luke på svenska”. Arkiverad från originalet den 11 november 2014. https://web.archive.org/web/20141111004811/http://www.visit.se/~dampgrodan/album_kronolog.html. Läst 12 mars 2011.
6. ↑  ”Tintin”. Arkiverad från originalet den 13 februari 2011. https://web.archive.org/web/20110213010603/http://www.asterix.com/books/albums/. Läst 12 mars 2011.
7. ↑  ”Tintin”. Arkiverad från originalet den 15 oktober 2011. https://web.archive.org/web/20111015013620/http://www.tintin.com/en/#/tintin/albums/albums.swf. Läst 12 mars 2011.